# Parafia Zaśnięcia Matki Bożej w Wojnowie
Parafia Zaśnięcia Matki Bożej – parafia prawosławna w Wojnowie, w dekanacie Olsztyn diecezji białostocko-gdańskiej.
Na terenie parafii funkcjonują 2 cerkwie:
- cerkiew Zaśnięcia Matki Bożej w Wojnowie – parafialna i jednocześnie główna klasztorna
- cerkiew św. Ambrożego z Optiny i Soboru Świętych Starców Optyńskich w Wojnowie – klasztorna

## Historia
Początki wspólnoty prawosławnej w Wojnowie wiążą się z działalnością misyjną ks. Aleksego Malcewa z Rosyjskiego Kościoła Prawosławnego, prowadzoną na przełomie XIX i XX w. wśród staroobrzędowców. W 1913 r. na Mazurach mieszkało już ponad 200 jednowierców.
Obecnie istniejąca parafia została utworzona w 1922 r. z inicjatywy ks. Aleksandra Awajewa i stanowiła kontynuację przedwojennej misji (w liturgii zachowywano obrządek jednowierczy). Początkowo wchodziła w skład dekanatu berlińskiego Zachodnioeuropejskiego Egzarchatu Rosyjskiego Kościoła Prawosławnego. Cerkiew parafialna, zaprojektowana przez ks. Aleksandra, została zbudowana w latach 1922–1923 i poświęcona w maju 1927 r. przez egzarchę Eulogiusza. W 1935 r. przy parafii powstała żeńska wspólnota monastyczna, która jednak wkrótce zanikła.
W 1946 r. parafia wojnowska przyjęła jurysdykcję Polskiego Autokefalicznego Kościoła Prawosławnego; początkowo była placówką stauropigialną, następnie weszła w skład diecezji białostocko-gdańskiej. W 1995 r. nastąpiła reaktywacja prawosławnego klasztoru.
W 2021 r. parafia liczyła 10 osób.

## Wykaz proboszczów
- 1922–1956 – o. mnich riasoforny Aleksander Awajew
- 1957–1971 – ks. Aleksander Makal
- 1971 – ks. Włodzimierz Misiejuk
- 1971–1982 – ks. Aleksander Szełomow
- 1982–1983 – ks. Stefan Urbanowicz
- 1984–1994 – ks. Jerzy Czurak
- 1994–2000 – ks. Bazyli Omeljańczyk
- 2000–2002 – ks. Igor Siegień
- 2002–2015 – ks. Adam Stefanowicz
- od 2015 – ks. Jarosław Kupryjaniuk